# Massiccio del Pollino
Il Massiccio del Pollino è un massiccio montuoso compreso nell'Appennino Calabro e nell'Appennino lucano, posto lungo il confine di Basilicata (provincia di Potenza) e Calabria (provincia di Cosenza) a cavallo tra i mari Ionio e Tirreno, con andamento trasversale nord-est/sud-ovest rispetto all'Appennino e diverse cime che superano i 2.000 m s.l.m. d'altitudine: Serra Dolcedorme (2.267 m), Monte Pollino (2.248 m), Serra del Prete (2.181 m), Serra delle Ciavole (2.130 m e 2.127 m), Serra di Crispo (2.054 m),  Il Monte Mula 1 935 m s.l.m. ed il Monte Montea 1.825 metri. È parte integrante del parco nazionale del Pollino (Pollino Geopark) che è anche il più grande parco nazionale italiano. Il Massiccio del Pollino include anche il gruppo dei Monti di Orsomarso, che segnano le ultime propaggini dell'Appennino lucano, punto dove inizia l'Appennino calabro.

## Storia

### Origine del nome
Per alcuni deriva dal latino pullus, giovane animale, da cui mons Pullinus, monte dei giovani animali. Ciò, forse, è dovuto all'antica consuetudine di condurre, a partire dalla fine della stagione primaverile, gli animali al pascolo sui prati verdeggianti dei pianori più elevati. Altri studiosi fanno derivare il nome dal latino mons Apollineus, monte di Apollo, Dio della salute e progenitore dei medici, a causa probabilmente delle grandi quantità e varietà di erbe medicinali e aromatiche spontanee che vegetano lussureggianti sul massiccio, in una apoteosi di profumi e di colori. Una terza e ultima teoria afferma, sulle basi del ritrovamento nel 2009 di una lastra in marmo, probabilmente appartenuta al frontone di un tempio greco posto sul Monte Manfriana, che il Monte Pollino possa essere stato un luogo di culto degli abitanti della Magna Grecia.

## Descrizione

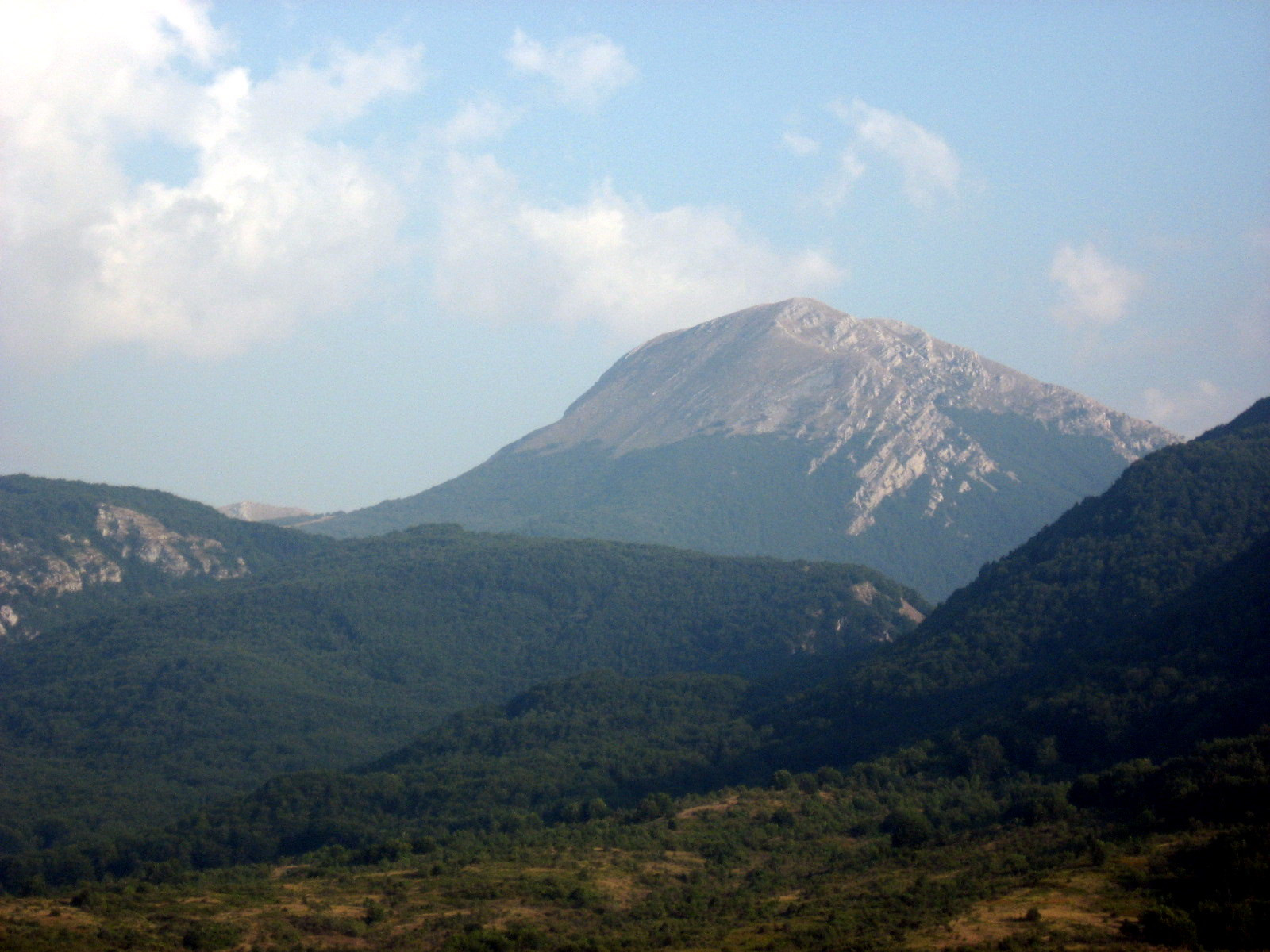
Il Monte Pollino con la sua caratteristica forma conica.

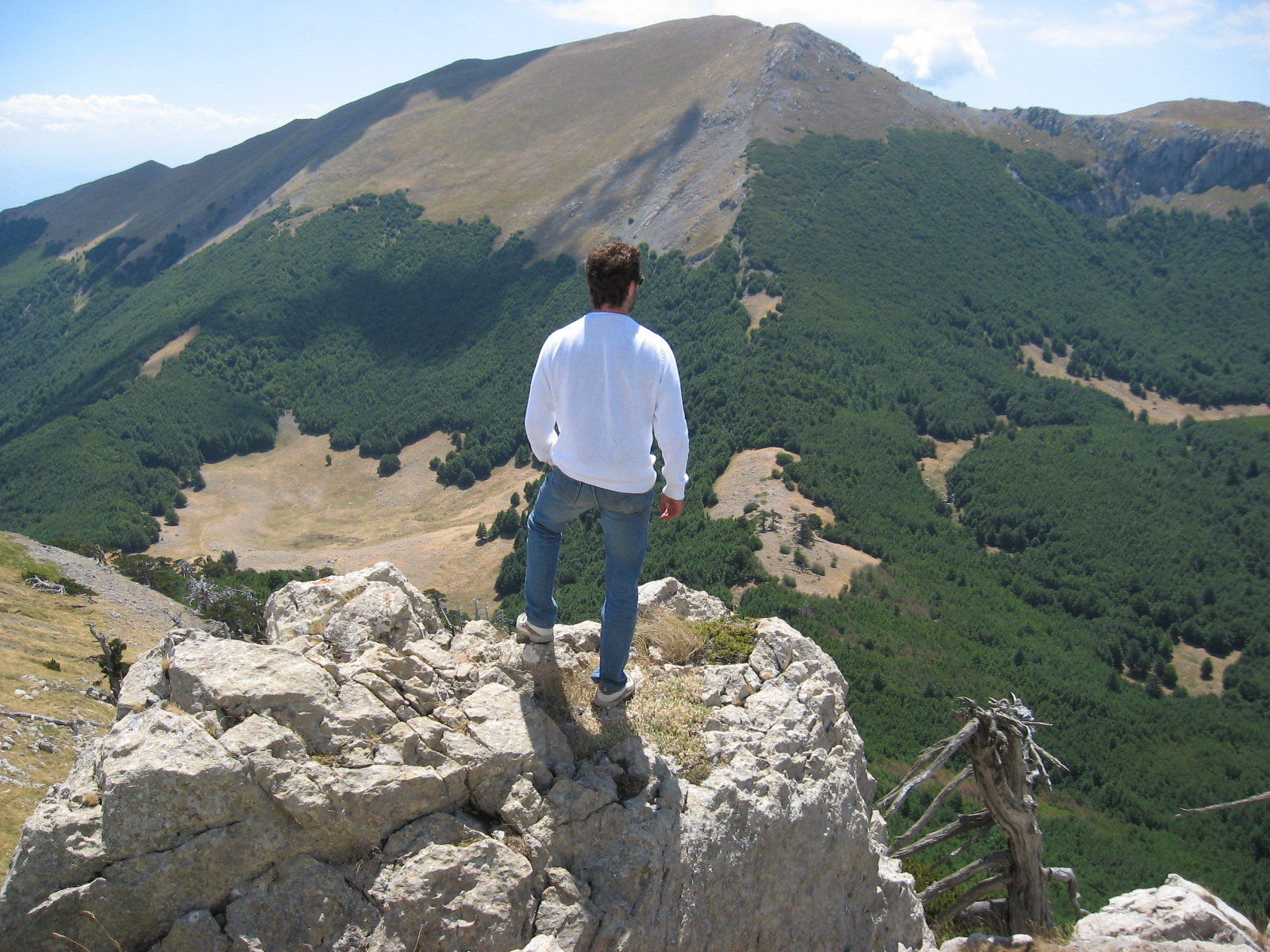
Serra Dolcedorme

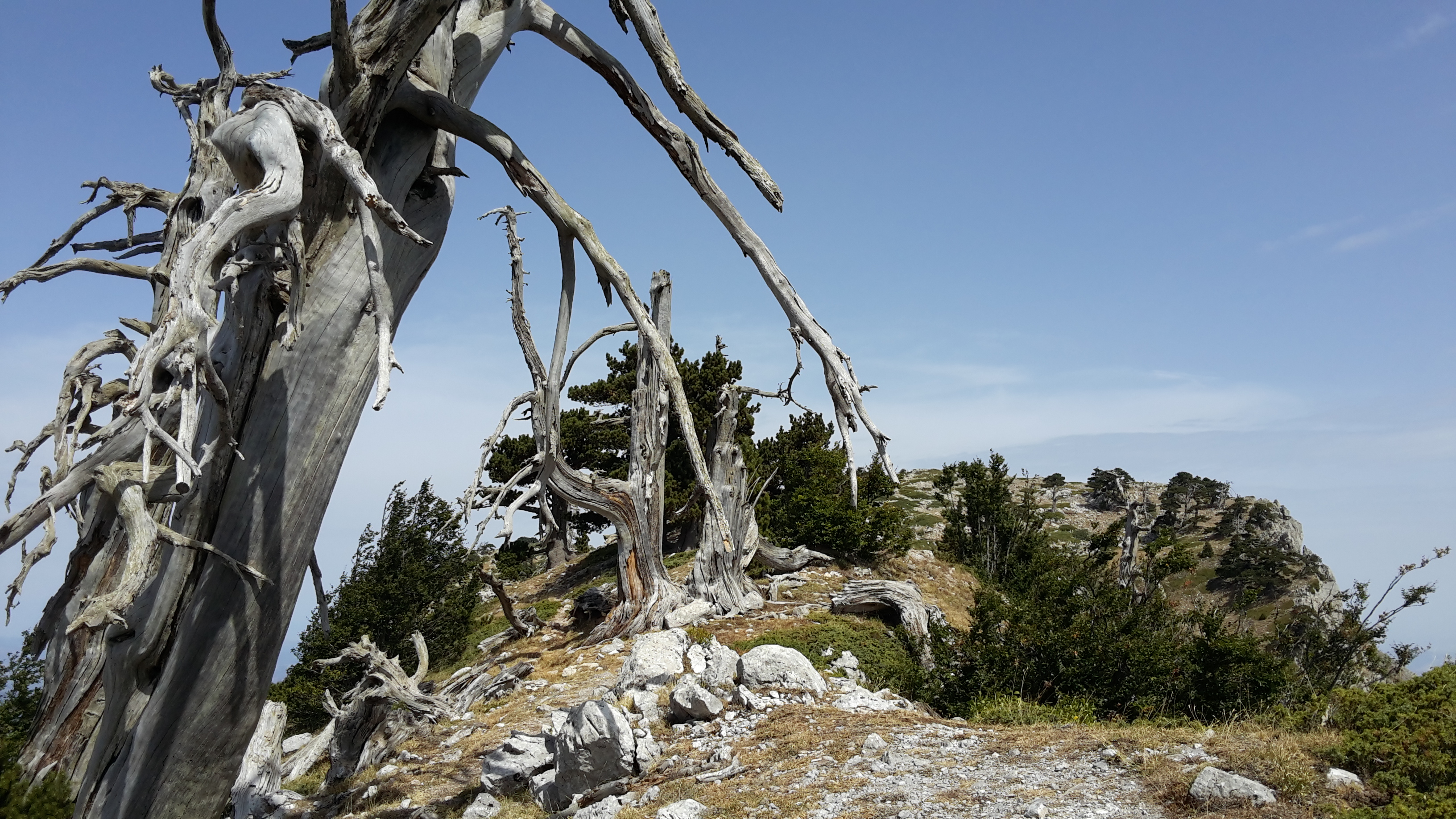
Massiccio del Pollino, Serra di Crispo - giardino degli dei

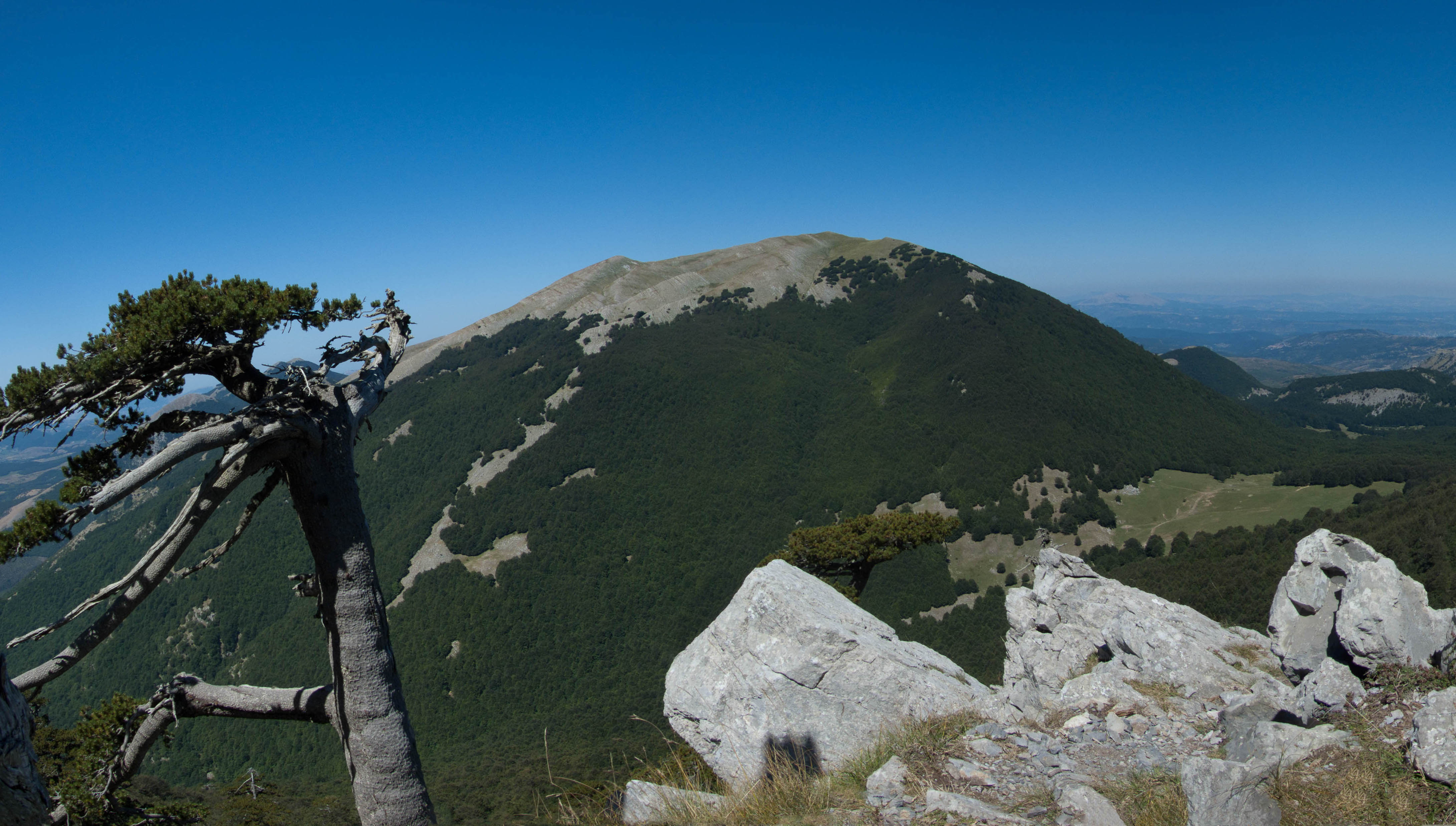
Serra del Prete

Annoverabile tra i grandi massicci della catena appenninica, comprende tutte le maggiori cime di quella meridionale: Serra Dolcedorme (2.267 m), Monte Pollino (2.248 m), Serra del Prete (2.181 m), Serra delle Ciavole (2.130 m), Serra di Crispo (2.054 m), il Cozzo del Pellegrino (1.987 m), la Manfriana (1.981 m), Coppola di Paola (1.919 m), Monte Grattaculo (1.891 m), Monte Caramolo (1.827 m), Timpone della Capanna (1.823 m), lo Sparviere (1.713 m). Su queste vette impervie e maestose, lungo la linea dello spartiacque, corre il confine tra la regione lucana e quella calabrese.
Parte integrante nonché cuore dell'omonimo Parco nazionale istituito nel 1992 (Pollino Geopark dal 2015), la più grande area protetta italiana, comprendente al suo interno anche il monte Alpi (1.900 m), i monti La Spina (1.652 m) e Zaccana (1.580 m) oltre che la vicina catena montuosa dell'Orsomarso (1.987 m), la vista dalla cima spazia dalla Sila e alla Piana di Sibari a sud, ai due mari ad est ed ovest, ai gruppi montuosi della Basilicata (Massiccio del Sirino), fino al Metapontino a nord-est.

### Cime principali
| Serra Dolcedorme          | 2.267 m |
| Monte Pollino             | 2.248 m |
| Serra del Prete           | 2.181 m |
| Timpa di Valle Piana      | 2.159 m |
| Serra delle Ciavole Nord  | 2.130 m |
| Serra delle Ciavole Sud   | 2.127 m |
| Timpa Pino di Michele     | 2.069 m |
| Serra di Crispo           | 2.054 m |
| Serra del Pollinello      | 2.044 m |
| Serretta della Porticella | 2.000 m |
| Cozzo del Pellegrino      | 1.987 m |
| La Manfriana              | 1.981 m |
| Monte La Mula             | 1.935 m |
| Monte Alpi                | 1.900 m |
| Monte Grattaculo          | 1.891 m |
| Monte Caramolo            | 1.827 m |
| La Montea                 | 1.825 m |
| Timpone della Capanna     | 1.823 m |
| Cozzo Ferriero            | 1.803 m |
| Monte Petricelle          | 1.785 m |
| Timpone di Viggianello    | 1.779 m |
| Monte La Caccia           | 1.744 m |
| Monte Sparviere           | 1.713 m |
| La Falconara              | 1.656 m |
| Monte La Spina            | 1.652 m |
| Timpa di San Lorenzo      | 1.650 m |
| Monte Palanuda            | 1.632 m |
| Monte Caramola            | 1.595 m |
| Monte Zaccana             | 1.580 m |
| Monte Cerviero            | 1.450 m |

### Geologia
Il confine Calabro-Lucano riveste un particolare interesse nella geologia dell'Italia meridionale, rappresentando la complessa fascia di raccordo tra i domini strutturali dell'Appennino Calcareo auct. e le coltri cristallino-metamorfico-sedimentarie dell'Arco Calabro-Peloritano.
In questo contesto la catena del Pollino si configura come una delle maggiori strutture geologiche, costituendo, nell'accezione classica una estesa monoclinale, con direzione media WNW-ESE ed immersione generale a NE, di carbonati mesozoico-terziari di piattaforma ("Complesso Panormide" di OGNIBEN,1969, corrispondente all'Unità Alburno-Cervati di D'ARGENIO et alii, 1973), derivanti dalla deformazione della piattaforma campano-lucana (D'ARGENIO et alii, 1973) o piattaforma appenninica (MOSTARDINI & MERLINI, 1986). [...]

### Carsismo e idrografia

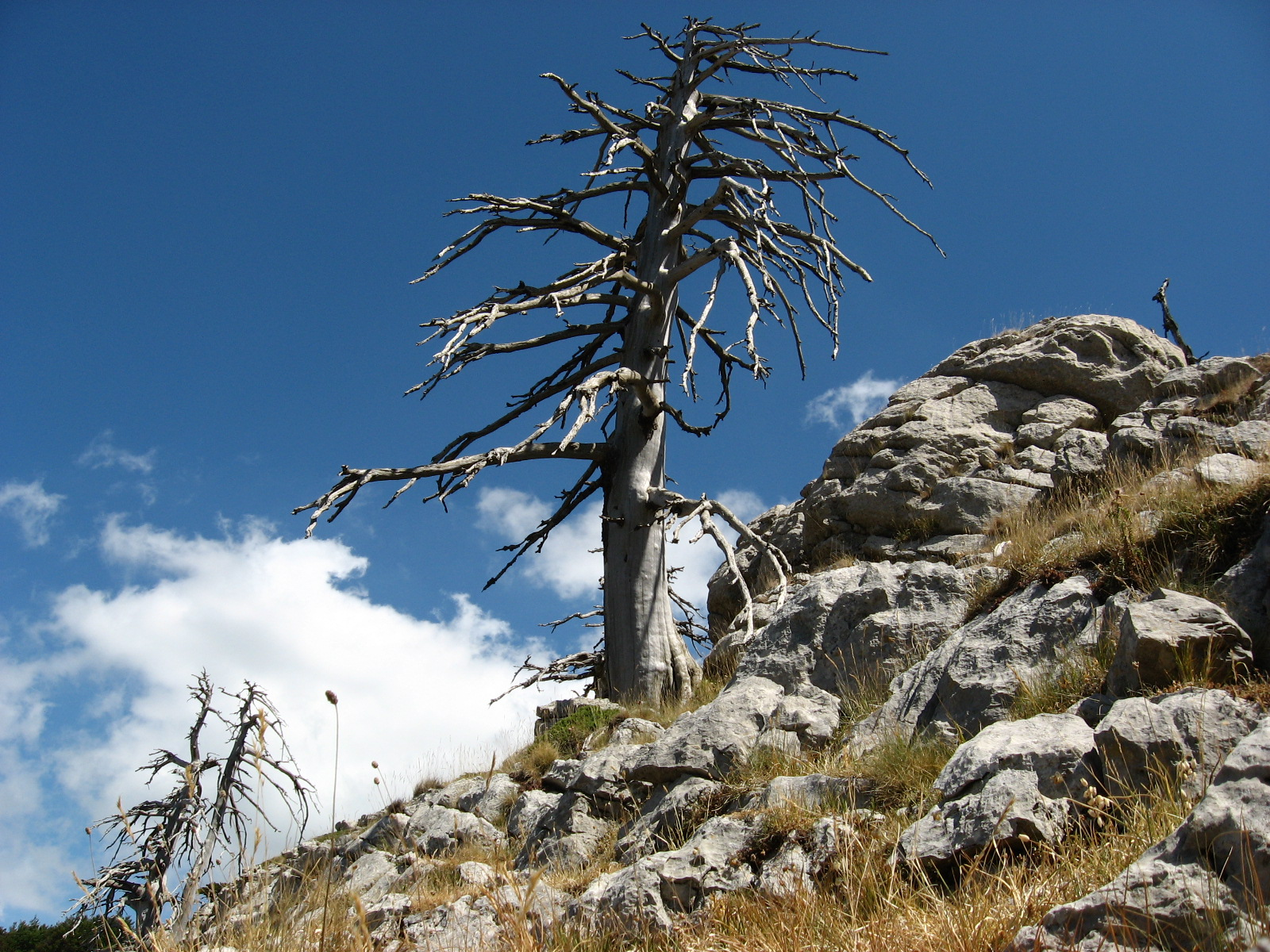
Monumentale scheletro di pino loricato. Salendo sulla cresta ovest di Serra delle Ciavole.

Le rocce calcaree e calcareo dolomitiche costituiscono la vera ossatura del massiccio. Tutte le cime più alte e le dorsali principali, quindi, sono fortemente soggette a erosione e fenomeni legati al carsismo, che ne modellano continuamente l'aspetto,appartiene alla seconda orogenesi. Il territorio è disseminato di grotte, come quella del Romito, nella quale sono stati rinvenuti graffiti risalenti al Paleolitico, e canyon, tra i quali spettacolari sono quelli scavati dal torrente Raganello e dal fiume Lao a seguito dello scorrere impetuoso delle acque dovute al disgelo conseguente all'ultima glaciazione.

Altri importanti fenomeni carsici sono costituiti dall'inghiottitoio denominato Abisso del Bifurto - la più profonda e impressionante voragine dell'Italia meridionale, che scende nelle viscere del Sellaro per oltre 650 metri; le grotte di Serra del Gufo; i suggestivi piani di Pollino, Ruggio e Iannace, ricchi di doline e inghiottitoi. In prossimità delle cime principali (in particolare sulle cime del Pollino, Serra del Prete e Serra di Mauro), alla base delle doline, si aprono degli enormi inghiottitoi, veri e propri raccoglitori-convogliatori di acque meteorologiche, che contribuiscono ad alimentare le copiose sorgenti disseminate su tutto il territorio. 

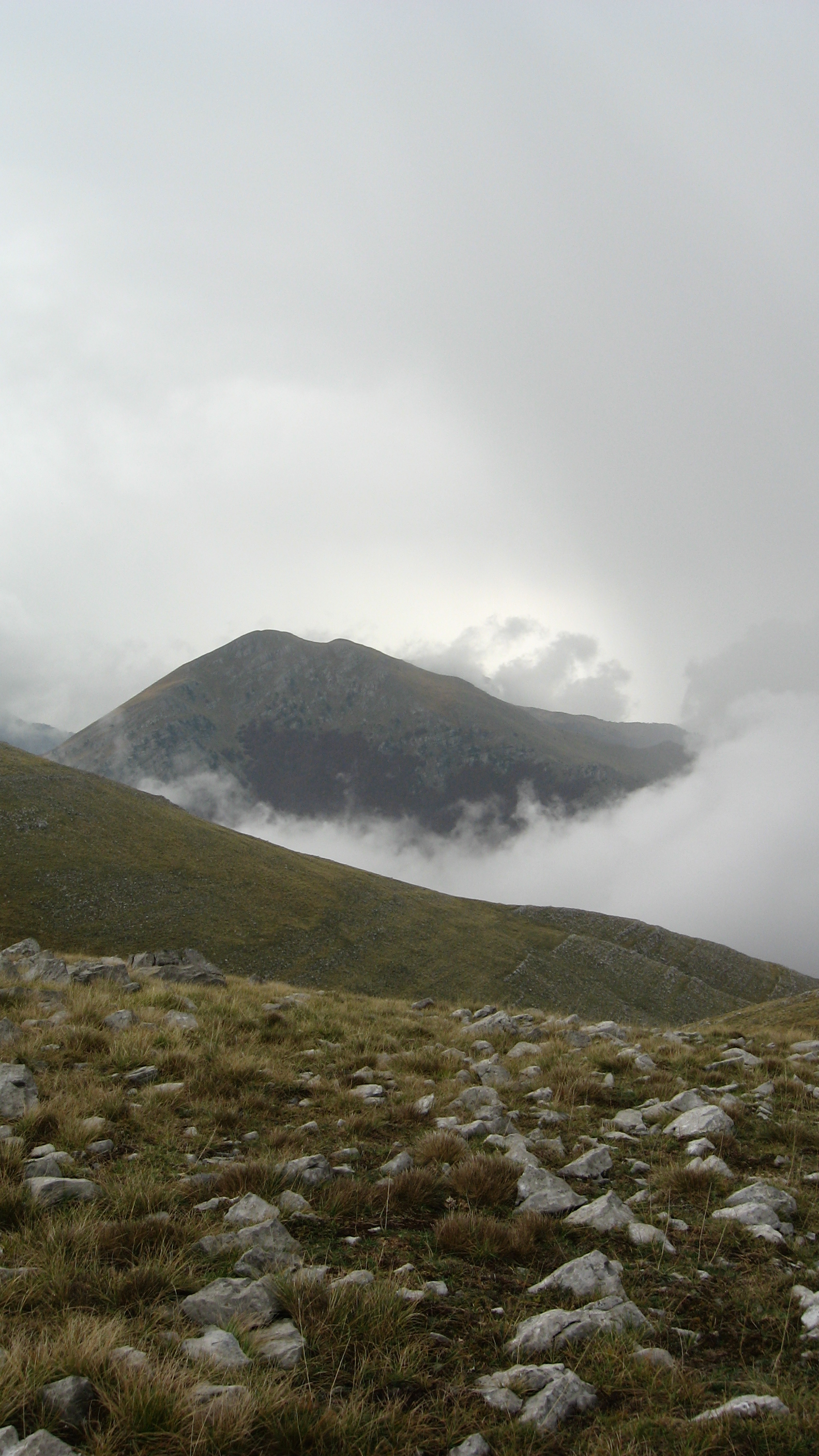
Il Pollino (2.248 m) come appare dalle praterie di vetta di Serra del Prete (2.181 m).

Campi modellati dall'azione millenaria delle acque sono visibili sulle zone sommitali della Timpa di San Lorenzo oltre che sulla cresta della Madonna del Pollino. Infine, forme bizzarre di roccia scolpita dal carsismo si innalzano presso il Piano Iannace.
Anche l'altopiano denominato Piano Ruggio (1.500 - 1.600 metri), suggestivamente incastonato tra Timpone della Capanna, Coppola di Paola, Serra del Prete e monte Grattaculo (quest'ultimo dal nome piuttosto curioso), è munito di diversi inghiottitoi che ne impediscono l'allagamento. Ideale per brevi escursioni, oltre che per lo sci di fondo, questo luogo ameno affascinò a tal punto il grande statista italiano di origine trentina Alcide De Gasperi, da indurlo a crearvi un rifugio (che, per questo motivo, porta il suo nome). 
Sorgenti di origine carsica sono quelle del Frida, in località Mezzana e quelle del Mercure, presso Viggianello.

### Glacialismo
L'attuale profilo delle vette più elevate risulta fortemente modellato dall'azione di antichi ghiacciai, le cui tracce più evidenti si rinvengono sul versante nord-occidentale di Serra Dolcedorme con la conca denominata Fossa del Lupo, antica zona di accumulo delle masse ghiacciate che alimentavano l'imponente ghiacciaio del Frido; sul versante nord-orientale del Monte Pollino con i due circhi glaciali separati dal contrafforte nord-est della stessa montagna; e sul versante settentrionale di Serra del Prete con il bello e vasto circo glaciale alla cui base sporge l'accumulo frontale di detrito morenico ricoperto da una fitta e vasta faggeta.
I ghiacciai in ritiro, oltre ai depositi morenici, hanno abbandonato massi di notevoli dimensioni, i cosiddetti massi erratici. Caratteristici perché isolati e lontani da probabili punti di caduta, sono facilmente osservabili sugli splendidi piani di Pollino e Acquafredda, a un'altitudine compresa tra i 1.800 e i 2.000 metri di quota.

#### Il nevaio del Pollino

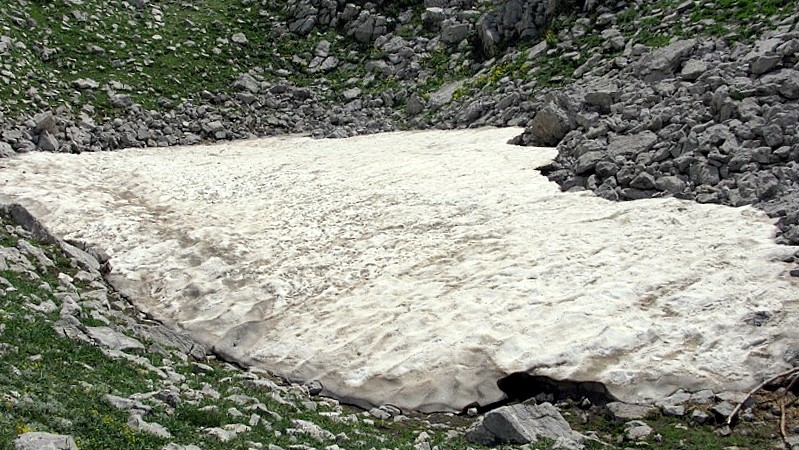
Il nevaio del Pollino a fine agosto.

Nevai stagionali, alcuni dei quali di notevoli dimensioni, sono presenti su tutte le vette più alte del massiccio. Sul Monte Pollino, in particolare, nell'avvallamento immediatamente a sud rispetto alla cima (nei pressi di un'antica dolina), ne sorge uno che è facile scorgere anche a fine agosto. Il 9 ottobre 2010 presso il suddetto nevaio è stato installato un rilevatore di temperatura per un monitoraggio diretto del microclima.

### Clima
A causa dell'altitudine, qui le temperature sono molto più basse rispetto alle zone costiere, e il clima assume già i tipici caratteri continentali-alpini. Gli inverni si presentano rigidi e nevosi con nevicate abbondanti che persistono fino a primavera inoltrata. Nel corso dell'inverno le temperature minime possono scendere fino a −20 °C, mentre le massime si attestano sui −5 °C, con un tasso di umidità al di sopra del 90%. D'estate si ha un clima fresco e ventilato, per via delle brezze montane, e temperature massime di circa 18 °C, anche se non mancano temporali, che quando si sviluppano possono essere anche abbastanza violenti. Ciò è dovuto principalmente dal contrasto fra le masse d'aria fresca e calda.

## Ambiente

### Flora e fauna

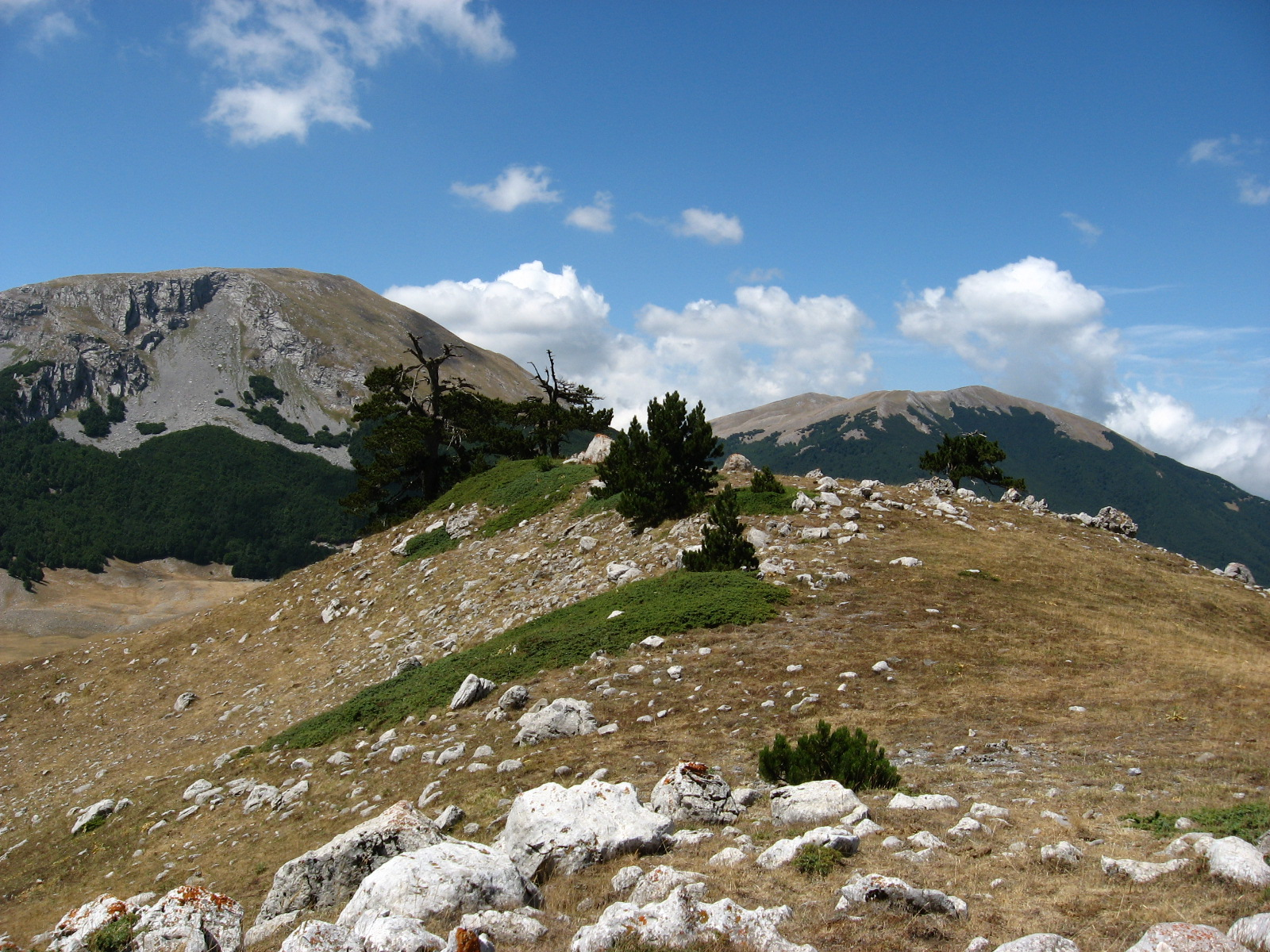
Panorama dal contrafforte ovest di Serra delle Ciavole.

Particolarmente ricche si presentano la fauna e la flora, spesso caratterizzate da associazioni biocenotiche veramente originali.
Tra gli animali in via d'estinzione si segnala la presenza del lupo appenninico, del gufo reale, del capriolo e dell'aquila reale. Man mano che ci si muove dalle quote più basse, è possibile ammirare fitti boschi di castagno che, più in alto, vengono sostituiti da vari tipi di querce e dal faggio. Tra i 1.000 e i 1.600 metri di quota, è possibile imbattersi in uno straordinario ambiente boschivo costituito da faggi, aceri e abeti bianchi, rara associazione arborea visibile in particolare nelle località di lago Duglia e Casino Toscano.
Il senso dell'aver accorpato in un unico Parco nazionale i distinti, anche se vicini, sistemi montuosi costituiti dai monti Alpi e la Spina, dal massiccio del Pollino e dai monti dell'Orsomarso sta nella natura ancora quasi del tutto incontaminata dei relativi territori. A riprova di ciò, è ancora oggi possibile avvistare la lontra di fiume, specie animale che non può vivere se non in luoghi immuni da qualsivoglia tipo di inquinamento.

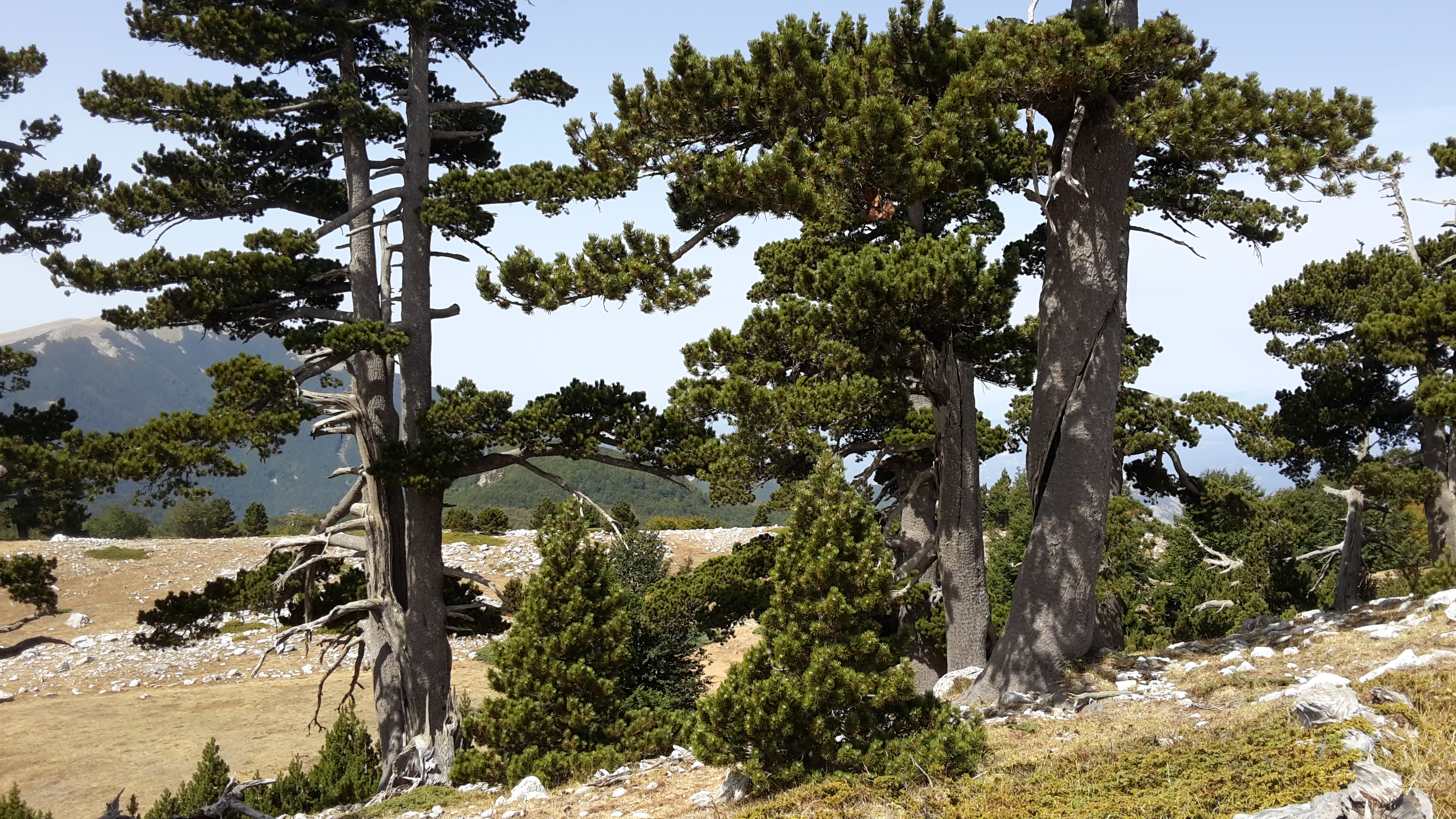
Massiccio del Pollino, Serra di Crispo - giardino degli dei (pini loricati)

Tali montagne, inoltre, costituiscono gli unici habitat naturali rimasti in Italia in cui è ancora presente il pino loricato: pregiata specie arborea simbolo dell'omonimo parco naturale che, aggrappata alle cime più elevate e scoscese, resiste pervicacemente alle dure condizioni meteorologiche ivi insistenti, in tal modo dimostrando una notevole capacità di adattamento alle condizioni più estreme. L'importanza di questo albero si riscontra nel fatto che in Europa rimane superstite in colonie residue, oltre che su questo territorio, solo sui Balcani; e ciò, tra l'altro, suggerisce un'antica continuità geografica tra la penisola italiana e quella balcanica.

### Pollino Geopark
Il 17 novembre 2015, i 195 Stati membri dell'UNESCO, nell'ambito della 38ª sessione plenaria della Conferenza Generale dell'UNESCO, hanno riconosciuto la Rete dei Geoparchi Mondiale quale Progetto prioritario dell'UNESCO. Tutti i 120 membri della Rete Globale dei Geoparchi hanno quindi ottenuto il riconoscimento di Unesco Global Geopark. Tra questi è presente il Pollino Geopark e da ciò ne consegue che tutto il territorio del Parco del Pollino è entrato a far parte del Patrimonio dell'UNESCO.

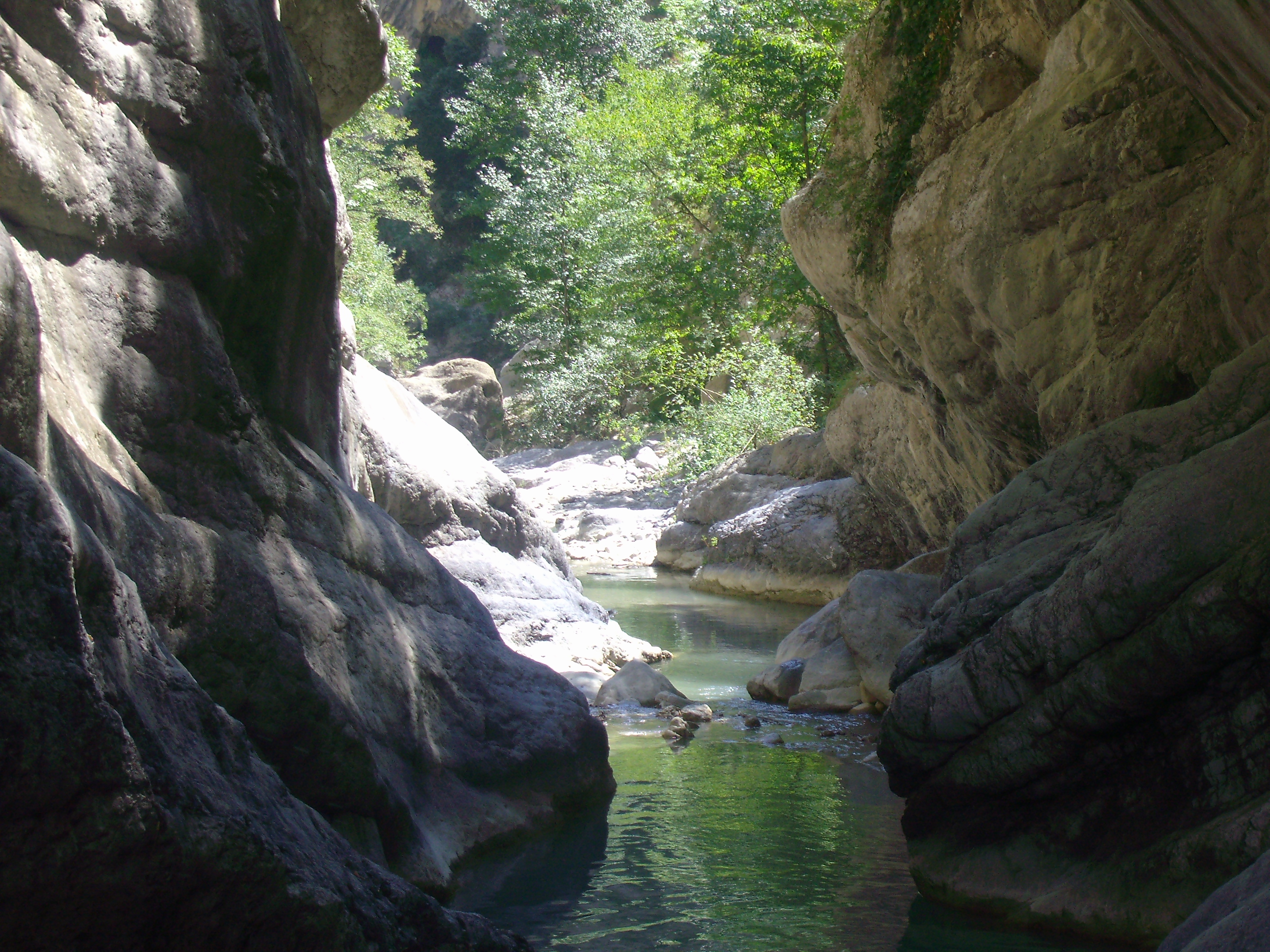
Gole del Raganello

Il Pollino Geopark racchiude 69 geositi ricadenti all'interno del proprio territorio, comprendendo circhi glaciali, depositi morenici (risalenti all'ultima glaciazione Würm), nevai, fossili di Rudiste, particolari formazioni rocciose (come la successione ofiolitica di Timpa delle Murge e Timpa di Pietrasasso, ma anche le lave a cuscino del Monte Cerviero) grotte preistoriche (Grotta del Romito), gole scavate nella roccia calcarea (Raganello, Lao, Rosa e Garavina), pianori carsici, doline, profondi inghiottitoi (Abisso del Bifurto), timpe e vette che superano i 2000 metri di quota.
Oltre ai siti di interesse geologico il Pollino Geopark comprende anche numerosi siti di interesse non geologico, che mirano, insieme ai geositi, a valorizzare l'intero territorio del parco nazionale del Pollino, dal punto di vista geoturistico, naturalistico, culturale, storico e archeologico, in modo da far conoscere e apprezzare tanta bellezza.

## Turismo

### Rifugi

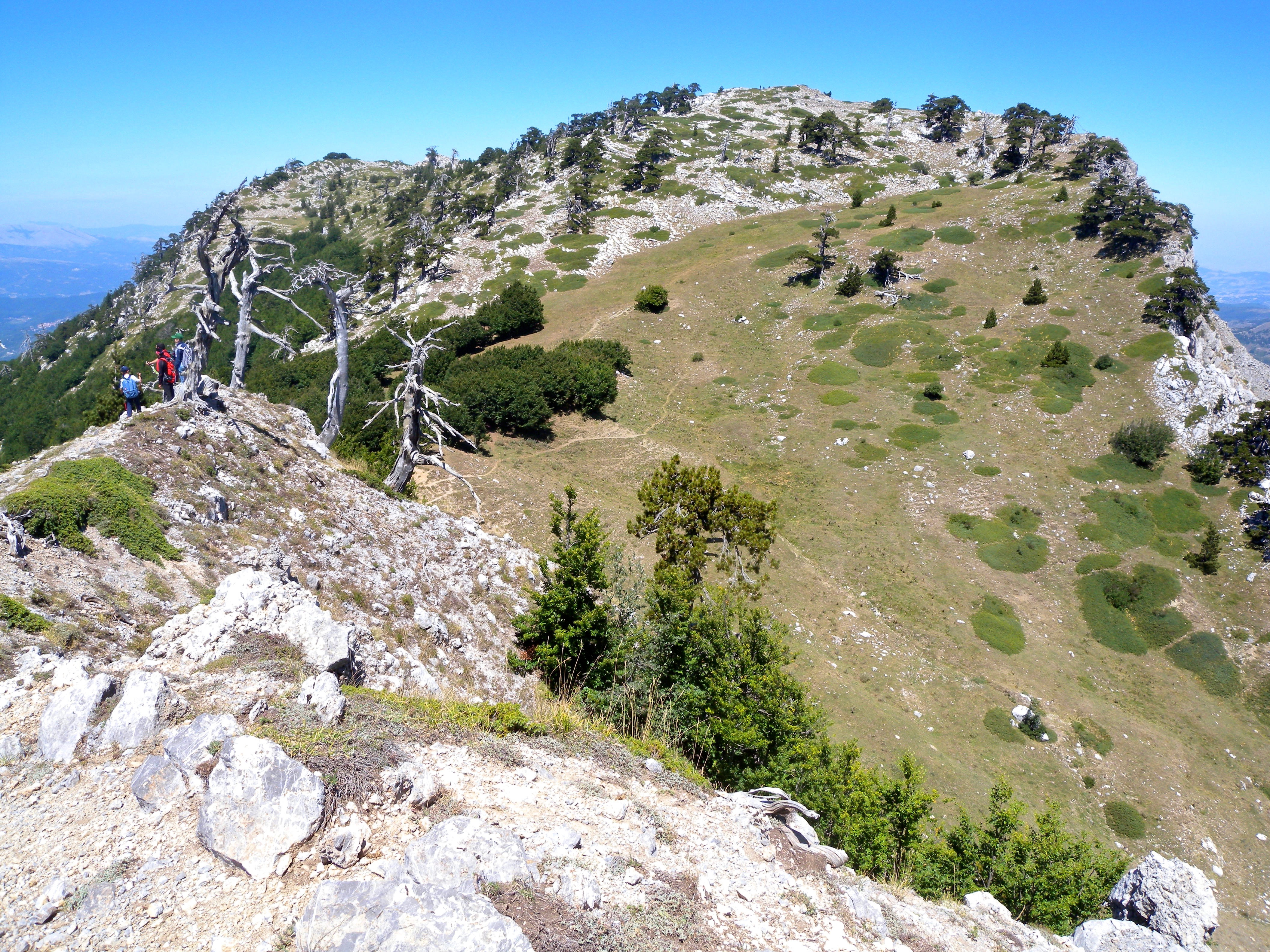
Versante meridionale della vetta di Serra di Crispo.

- Pino loricato;
- Visitone;
- De Gasperi;
- Colle Ruggio;
- Fasanelli;
- Segheria;
- Aquila verde;
- Tappaiolo;
- Caserma;
- Catusa;
- Acquafredda;
- Il Nibbio;
- M. Carnara;
- Tappaiolo.

## Fattori di rischio

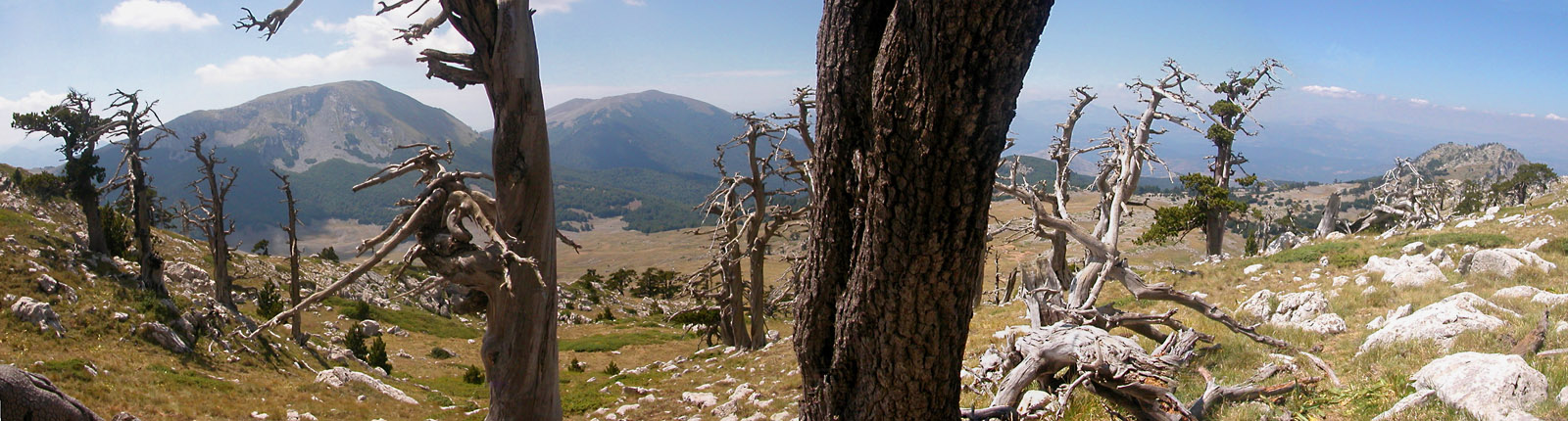
Panorama dalla cima di Serra delle Ciavole (2.130 m).

- Nel luglio del 2007 una vasta area del versante calabrese del parco (oltre 2000 ettari di terreno), tra Morano Calabro e Castrovillari, è stata devastata da incendi di presumibile origine dolosa[9] che ha causato la perdita di circa duecento ettari di superficie boschiva. Il danno all'ecosistema[10] rischia di estendersi, oltre che alla superficie boschiva andata distrutta (per ricostituire la quale occorreranno, secondo gli esperti, decine di anni), anche alle numerose specie a rischio della zona[11].
- Nel febbraio del 2010 sul versante nord-est di Serra del Prete si è verificata una valanga[12], la prima dal 1990 ad oggi, con una lunghezza di circa 1000  m, e una larghezza che oscilla dai 30 ai 40 m[13]. Da registrare solo il danno ambientale, poiché non è stato coinvolto alcun soggetto.
- Il 26 ottobre 2012, alle ore 1:05, è stata registrata, nel territorio del comune di Mormanno, una violenta scossa di terremoto di 5.3 gradi.
- Il 20 agosto 2018, le precipitazioni abbattutesi nell'area attraversata dalle gole del torrente Raganello hanno prodotto un'inondazione che, nel comune di Civita, ha provocato la morte di 10 persone.